# Xarnuta fenestellata
Xarnuta fenestellata är en tvåvingeart som beskrevs av Erich Martin Hering 1947. Xarnuta fenestellata ingår i släktet Xarnuta och familjen borrflugor.
Artens utbredningsområde är Azerbajdzjan. Inga underarter finns listade i Catalogue of Life.